# Лужицы (Псковская область)
Лужицы — деревня в Опочецком районе Псковской области. Входит в состав Глубоковской волости.
Расположена в 24 км к востоку от города Опочка, в 5 км к северу от волостного центра, деревни Глубокое, и в 1 км к западу от деревни Норкино.
Численность населения по состоянию на 2000 год составляла 17 человек.
До 2005 года деревня входила в состав ныне упразднённой Норкинской волости.